# Anisorrhina murphyi
Anisorrhina murphyi är en skalbaggsart som beskrevs av Allard 1988. Anisorrhina murphyi ingår i släktet Anisorrhina och familjen Cetoniidae. Inga underarter finns listade i Catalogue of Life.